# Sajmiri wiewiórcza
Sajmiri wiewiórcza, sajmiri, trupia główka (Saimiri sciureus) – gatunek ssaka naczelnego z podrodziny sajmiri (Saimiriinae) w obrębie rodziny płaksowatych (Cebidae). Zwana bywa „trupią główką” ze względu na rysunek pyska.

## Taksonomia
Gatunek po raz pierwszy zgodnie z zasadami nazewnictwa binominalnego opisał w 1758 roku szwedzki przyrodnik Karol Linneusz nadając mu nazwę Simia sciurea. Miejsce typowe według oryginalnego opisu zostało błędnie wskazane na „Indie” (łac. Habitat in India), poprawione w 1911 roku przez Oldfielda Thomasa na Gujanę, uściślone w 1939 roku przez George’a Henry’ego Hamiltona Tate’a na Kartabo, w Gujanie. Holotyp (zamontowana skóra) najprawdopodobniej znajduje się w zbiorach Muzeum Zoologicznego, przy Uniwersytecie w Uppsali.
Autorzy Illustrated Checklist of the Mammals of the World uznają ten takson za gatunek monotypowy.

### Etymologia
- Saimiri: lokalna nazwa znad Amazonki Caymiri dla sajmiri, zaadaptowana przez Buffona w 1767 roku. Być może pochodzi od brazylijskiego sai lub gai oznaczającego „małpę”[15].
- sciureus: łac. sciurus „wiewiórka”, od gr. σκίουρος skiouros „wiewiórka”[16].

## Zasięg występowania
Sajmiri wiewiórcza występuje w regionie Gujany i północnej Brazylii, na północ od Amazonki od rzek Negro i Demini (stan Amazonas), na wschód do ujścia rzeki.

## Morfologia
Długość ciała (bez ogona) samic 25–34 cm, samców 25–37 cm, długość ogona samic 36–47 cm, samców 36–40 cm; masa ciała samic 550–1200 g, samców 550–1400 g. Kolor futra na grzbiecie przypomina brudną oliwkę, na brzuchu i piersi – biały. Małpa zmienia kolor w trakcie życia. W okresie dojrzałości i na starość grzbiet przybiera barwę jaskrawopomarańczową. Wszystkie kończyny mają domieszkę koloru rdzawego.

## Tryb życia

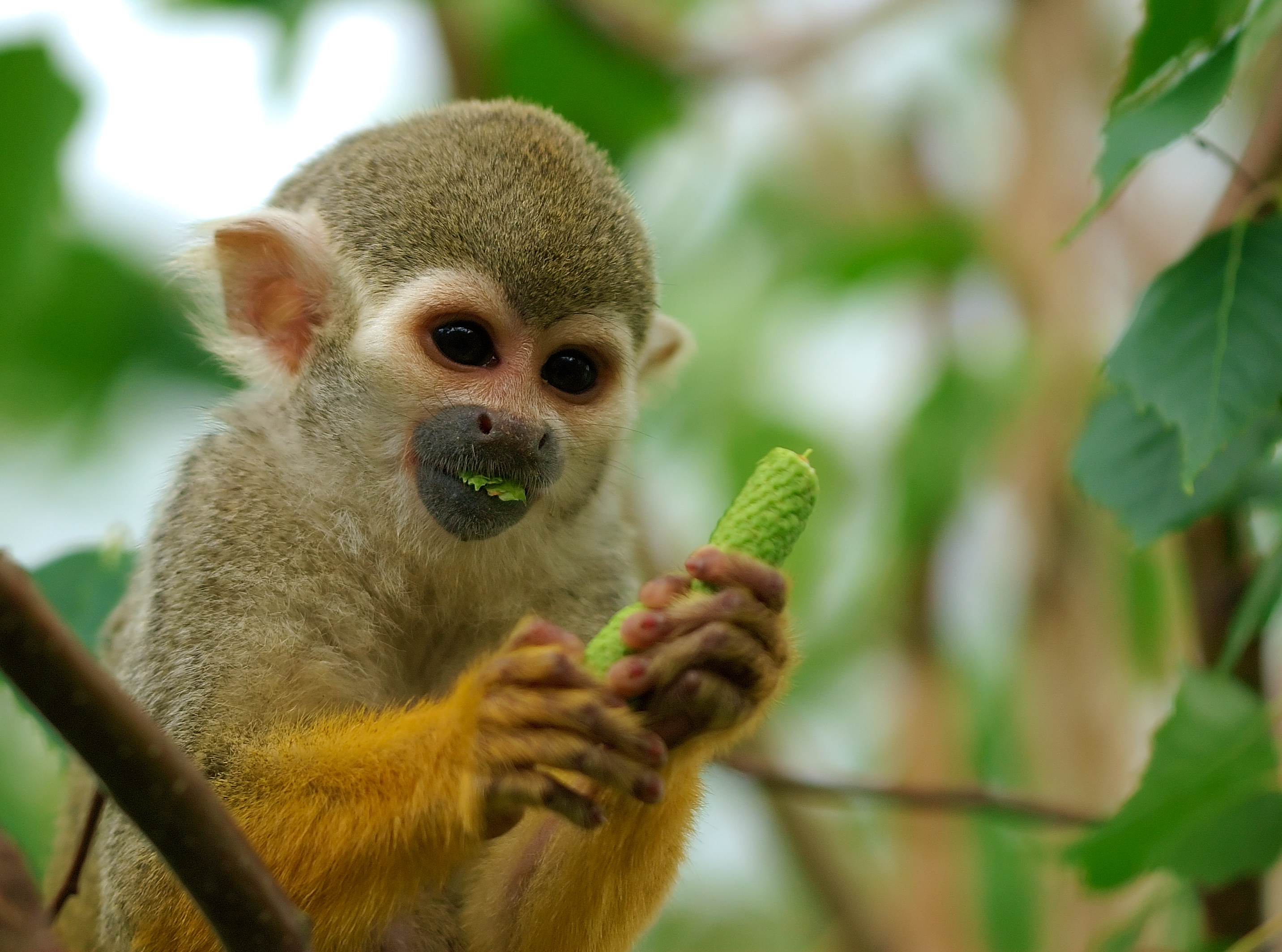
Posilający się sajmiri

Przebywa najczęściej w dużych grupach w wysokich partiach drzew. Bezpieczne konary opuszcza rzadko, np. aby skorzystać z wodopoju. W gęstych gałęziach i trudno dostępnych pnączach szuka schronienia na noc, gdzie zwija się do snu w kłębek. Bardzo płochliwa – przy najdrobniejszym zaniepokojeniu całe stado, któremu przewodzi stary samiec, rzuca się do ucieczki. Jej celem jest ustronne, bezpieczne miejsce. Potrafi wykonywać niezwykle zgrabne i długie skoki. Zwierzę o wesołym usposobieniu.
Żywi się głównie owadami, drzewnymi żabami, pająkami oraz jajami ptasimi.

## Rozmnażanie
Okres godowy przypada na wrzesień-październik. Ciąża trwa 160–170 dni. Po urodzeniu młode przez cały czas przebywają z samicą trzymając się jej: najmłodsze – klatki piersiowej, a nieco starsze – grzbietu. Samiec nie uczestniczy w wychowie młodych.

## Hodowla w zoo
Sajmiri często trzymane są w ogrodach zoologicznych, w Polsce m.in. we Wrocławiu, Chorzowie i Krakowie. W 2021 roku w 46 ogrodach na terenie Europy trzymano 260 osobników, z czego 35 młodych. Wrocławski ogród ma regularne przychówki. Popularności gatunkowi, jeśli chodzi o hodowlę w ogrodach zoologicznych, przysparza fakt, iż publiczność wciąż pamięta sajmiri z serialu o Pippi Langstrumpf z 1969 roku. Serialowa sajmiri nazywała się Pan Nilson.

## Status zagrożenia
W Czerwonej księdze gatunków zagrożonych Międzynarodowej Unii Ochrony Przyrody i Jej Zasobów został zaliczony do kategorii LC (ang. least concern, pol. najmniejszej troski).